# عمر عرب
محمد عمر عرب (1900-1955 م)، أديب وشاعر مكي.

## نشأته
ولد في مكة المكرمة والتحق بمدارس الفلاح حتى تخرج منها.

## مسيرته العملية
عمل في التعليم والمجلس البلدي لمكة وفي ديوان النباية العامة. 

## مؤلفاته
من أشهر أعماله الأدبية:
- كتاب الشجرة ذات السياج الشوكي.